# Poliosia pulverosa
Poliosia pulverosa är en fjärilsart som beskrevs av Sergius G. Kiriakoff 1958. Poliosia pulverosa ingår i släktet Poliosia och familjen björnspinnare. Inga underarter finns listade i Catalogue of Life.